# 兵藤裕己
兵藤 裕己（ひょうどう ひろみ、1950年10月3日 - ）は、日本の日本中世文学、芸能研究者。学習院大学名誉教授。語り物として『平家物語』の性格に着目した研究は対象を近代文学まで広げ、大胆な仮説をたてて文芸における声の役割を論じる。

## 経歴
愛知県生まれ。1975年京都大学文学部国文科卒、1984年東京大学国文科大学院単位取得満期退学、埼玉大学専任講師、1986年同助教授、1993年同教授、1996年成城大学文芸学部教授、2001年「平家物語の歴史と芸能」で東京大学博士（文学）、同年学習院大学文学部教授。早稲田大学大学院非常勤講師、同エクステンションセンター講師。
樋口一葉記念やまなし文学賞の研究・評論部門選考委員を務める。

## 受賞歴
1996年『太平記<よみ>の可能性』でサントリー学芸賞。2002年『<声>の国民国家・日本』でやまなし文学賞の研究・評論部門で受賞。

## 著書
- 『語り物序説 : 「平家」語りの発生と表現』 8巻、有精堂〈新鋭研究叢書〉、1985年。ISBN 4640308078。 NCID BN00109129。
- 『王権と物語』青弓社、1989年。 NCID BN04021777。
  - 改版 岩波現代文庫 B(180)（増補版）ISBN 4006021801OCLC 744253571

- 『「平家」語りの伝承実態へ向けて』3 中世、有精堂出版〈日本文学史を読む〉、1992年。ISBN 9784640307156。OCLC 673763564。
  - 改題 小森陽一（編）「テクストとは何か」『岩波講座文学』第1号、岩波書店、2003年、ISBN 4000112015、OCLC 56942712。
- 『太平記〈よみ〉の可能性 : 歴史という物語』61号〈講談社選書メチエ〉、1995年。ISBN 4061597264。OCLC 939215996。[9][10]
  - 改版 講談社学術文庫 1726NCID BA73380948ISBN 4061597264

- 『平家物語〈語り〉のテクスト』173号、筑摩書房〈ちくま新書〉、1998年。ISBN 4480057730。 NCID BA37602172。OCLC 674663987。
  - 改題、改版『〈声〉の国民国家・日本』900号、日本放送出版協会〈NHKブックス〉、2000年。ISBN 9784140019009。OCLC 48007036。
  - 改題、改版『〈声〉の国民国家 : 浪花節が創る日本近代』1966号〈講談社学術文庫〉、2009年。ISBN 9784062919661。OCLC 675513121。
  - 改題、改版『平家物語の読み方』ヒ14-1、筑摩書房〈ちくま学芸文庫〉、2011年。ISBN 9784480094049。OCLC 838854751。
- 『平家物語の歴史と芸能』吉川弘文館、2000年。ISBN 9784642085175。 NCID BA45124553。OCLC 676164257。
- 『物語・オーラリティ・共同体 : 新語り物序説』10号、ひつじ書房〈未発選書〉、2002年。ISBN 9784894761568。 NCID BA56453615。OCLC 675801544。
- 『すぐわかる日本の文学』東京美術、2004年。ISBN 9784808707552。 NCID BA69788161。OCLC 674934139。
- 『演じられた近代 〈国民〉の身体とパフォーマンス』岩波書店、2005年。ISBN 9784000222709。 NCID BA71078180。OCLC 676140575。
  - 韓国語版 (朝鮮語) 연기(演技)된 근대 : '국민'의 신체와 퍼포먼스 [演じられた近代 〈国民〉の身体とパフォーマンス]. Seoul: 연극과인간. (2007). ISBN 8957861947. OCLC 405764539
  - オンライン版 HathiTrust Digital Library, OCLC 681522744 2010年（有料会員制）
- 展覧会図録 黒木文庫特別展実行委員会 著、ロバート・キャンベル 編『特別展 江戸の声 : 黒木文庫でみる音楽と演劇の世界 [The voices of Edo : music and theater within the Kuroki collection]』安田文吉ほか (執筆)、東京大学大学院総合文化研究科教養学部美術博物館、東京大学出版会 (発売)、2006年6月。ISBN 4130802062。 NCID BA77304180。[注釈 2]
  - 池山晃、ロバート・キャンベルほか (研究分担) 著、松岡心平 編『近世における音曲と演劇テクストの総合比較研究 : 江戸の声 : 黒木文庫でみる音楽と演劇の世界』2007年3月。 NCID BA81964547。[注釈 3]
- 『思想の身体 声の巻』春秋社、2007年。ISBN 9784393332573。OCLC 835860239。
- 『琵琶法師〈異界〉を語る人びと』新赤版1184、岩波書店〈岩波新書〉、2009年。ISBN 4004311845。 - 付録：8mmDVD『俊徳丸』3段目（山鹿良之）[12]
- 『「声」の国民国家 : 浪花節が創る日本近代』講談社〈講談社学術文庫 [1966]〉、2009年10月。
- 『後醍醐天皇』新赤版 1715、岩波書店〈岩波新書〉、2018年。ISBN 9784004317159。 NCID BB25936214。[13][14][15][16]
- 『物語の近代』岩波書店、2020年11月

### 論文ほか
- 「軍記物語—唱導の窓から（古典文学 論文・レポート制作マニュアル）—（どんな研究テーマがあるか）」『国文学 解釈と教材の研究』第33巻第9号、学灯社、1988年7月、p102-104、ISSN 0452-3016、NAID 40001356354。
- 「声と主体—モノ語りの語り手と地霊の信仰 (モノとモノノケとモノガタリ）」『モノ学・感覚価値研究』第2号、モノ学・感覚価値研究会、2008年3月、19-28頁、NAID 40016809284。
- 「書評—福田晃著『中世語り物文芸--その系譜と展開--』 : 文学と非文学ということ、1981年5月20日発行、三弥井書店刊、350頁、2,000円」『日本文学』第30巻第11号、日本文学協会、1981年、87-90頁、doi:10.20620/nihonbungaku.30.11_87、ISSN 0386-9903、NAID 110009970029。
- 「浪花節と国民国家—声の文学史（特集 音楽—声と音のポリフォニー）—（音楽・声・音）」『国文学 解釈と教材の研究』第44巻第13号、学灯社、1999年11月、18-23頁、ISSN 0452-3016、NAID 40001360455。
- 「長嶋先生のこと（長嶋善郎先生古稀記念特輯号）」『學習院大學國語國文學會誌』第54号、學習院大學文學部國語國文學會、2011年、1-3頁、ISSN 0286-4436、NAID 120005272088。[17]

### 校注
- 『太平記』全6巻、岩波文庫、2014年–2016年。 NCID BB15342610。
- 『説経節　俊徳丸・小栗判官　他三篇』岩波文庫、2023年7月

## 参考資料
- 向井敏（評論家）評 (1996年). “選評 芸術・文学 1996年受賞 兵藤 裕己（ひょうどう ひろみ）『太平記 ＜よみ＞の可能性 ―― 歴史という物語』（講談社）”.  サントリー文化財団. 2013年3月16日時点のオリジナルよりアーカイブ。2018年12月19日閲覧。